# Panos Panagiotópulos
Panos Panagiotópulos (en grec: Πάνος Παναγιωτόπουλος) (Atenes, 11 de desembre de 1957) és un periodista, advocat i polític grec pertanyent al partit de la Nova Democràcia, que ha estat Ministre de Cultura i Esport des de juny de 2013, i anteriorment ministre de Defensa des de juny de 2012 a juny de 2013.
Va ser el portaveu del Govern grec (2007), així com per al partit Nova Democràcia (novembre de 2009 a gener de 2011). En el passat va exercir el càrrec de Ministre de Treball i Protecció Social durant el gabinet de Kostas Karamanlís d'any 2004.
Va néixer a Atenes el 1957. Va complir el seu servei en la Força Aèria Hel·lènica, entre 1978-1980. Va estudiar enginyeria civil a la Universitat Politècnica Nacional d'Atenes i dret a la Universitat Nacional d'Atenes, així com a la Universitat de Vincennes, a Saint-Denis. Està també graduat a l'Escola Francesa d'Atenes. Parla amb fluïdesa en anglès i francès. Actualment viu a Atenes, estava casat amb Maouzi Tsaldari i té un fill.